# Доран, Энн
Энн До́ран (англ. Ann Doran; 28 июля 1911, Амарилло, Техас — 19 сентября 2000, Carmichael, Калифорния) — американская актриса кино и телевидения.

## Биография

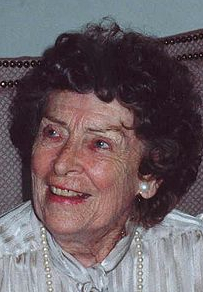
В 1990 году

Энн Ли Доран родилась 28 июля 1911 года в городе Амарилло (штат Техас, США). Мать — Кэрри Барнетт, актриса (по другим данным её звали Роуз Аллен, вероятнее всего оба эти имени были сценическими псевдонимами). Будучи подростком, Энн Доран с родителями переехала в город Сан-Бернардино (штат Калифорния), где девушка окончила старшую школу, а её отец (ум. в 1933) и мать работали в отделении Американского легиона.
Впервые на экране Доран появилась в 1922 году. В 1938 году она заключила контракт с киностудией Columbia Pictures, где близко подружилась с известным режиссёром Франком Капрой, который с удовольствием приглашал Энн в свои картины. Известно, что не позднее 1944 года Доран уже была связана контрактом с Paramount Pictures, а не позднее 1947 года — с Warner Bros.. Впервые на телеэкранах Доран появилась в 1950 году.
По данным на январь 1945 года (актрисе было 33 года) Энн Доран не была замужем и никогда в браке не состояла. В 1979 году актриса проживала в одиночестве в центре Голливуда, на протяжении уже 27 лет. К этому времени она ни разу не была замужем и не имела детей.
Энн Доран была одним из первых (37-м по счёту) членов Гильдии киноактёров США; около 30 лет прослужила в Фонде кино и телевидения.
Энн Доран скончалась 19 сентября 2000 года в возрасте 89 лет в местечке Кармайкл (штат Калифорния) от естественных причин.

## Избранная фильмография
За свою кино-карьеру длиной 54 года (1934—1988) Энн Доран снялась в 372 фильмах и сериалах, в том числе в 96 без указания в титрах и в 28 короткометражных.

### Широкий экран
- 1922 — Робин Гуд / Robin Hood — паж Ричарда (впервые на экране, в титрах не указана)
- 1939 — Тупик / Blind Alley — Эгнес
- 1946 — Странная любовь Марты Айверс / The Strange Love of Martha Ivers — Бобби Сент-Джон
- 1948 — Западня / Pitfall — Мегги
- 1948 — Возвращение Свистуна / The Return of the Whistler — Сибилл Баркли
- 1955 — Бунтарь без причины / Rebel Without a Cause — миссис Кэрол Старк
- 1958 — Оно! Ужас из космоса / It! The Terror from Beyond Space — Мэри Ройс
- 1958 — Самка / The Female Animal — медсестра
- 1958 — Высшая справедливость[англ.] / The Badlanders — пассажирка в дилижансе (мать) (в титрах не указана)
- 1959 — Колдун[англ.] / Warlock — миссис Ричардсон (в титрах не указана)
- 1959 — История агента ФБР[англ.] / The FBI Story — миссис Баллард (в титрах не указана)
- 1959 — Летнее место[англ.] / A Summer Place — миссис Толберт (в титрах не указана)
- 1963 — Капитан Ньюмен, доктор медицины / Captain Newman, M.D. — миссис Пайсер (в титрах не указана)
- 1964 — Саквояжники[англ.] / The Carpetbaggers — репортёр (в титрах не указана)
- 1964 — Латунная бутылка[англ.] / The Brass Bottle — Марта Кентон
- 1964 — Куда ушла любовь[англ.] / Where Love Has Gone — миссис Джерати
- 1964 — Котёнок с кнутом[англ.] / Kitten with a Whip — Мэвис
- 1965 — Мираж[англ.] / Mirage — арендатор помещения 3R (в титрах не указана)
- 1966 — Только не с моей женой, не смей![англ.] / Not with My Wife, You Don't! — Дорис Паркер
- 1968 — Немного жизни, немного любви / Live a Little, Love a Little — домовладелица (в титрах не указана)
- 1969 — Когда тебя целует незнакомец[англ.] / Once You Kiss a Stranger — мать Ли
- 1969 — Сделка[англ.] / The Arrangement — медсестра Костелло (в титрах не указана)
- 1969 — Топаз / Topaz — миссис Форсайт (в титрах не указана)
- 1970 — Жил-был обманщик / There Was a Crooked Man… — миссис Ломакс
- 1971 — Рука напрокат / The Hired Hand — миссис Соренсон
- 1976 — Гонки «Жевательная резинка»[англ.] / The Gumball Rally — миссис Онтли
- 1981 — Всю ночь напролёт / All Night Long — бабушка Гиббонс
- 1981 — Первый понедельник октября / First Monday in October — хозяйка магазина
- 1986 — Дикие коты / Wildcats — миссис Четем

### Телевидение
- 1954—1957, 1959 — Письмо Лоретте[англ.] / Letter to Loretta — разные роли (в 8 эпизодах)
- 1958, 1962, 1963 — Перри Мейсон / Perry Mason — разные роли (в 3 эпизодах)
- 1960—1962 — Национальный бархат[англ.] / National Velvet — Марта Браун (в 58 эпизодах)
- 1963—1964, 1967, 1970 — Вирджинец[англ.] / The Virginian — разные роли (в 5 эпизодах)
- 1970—1972, 1974 — Детектив Айронсайд[англ.] / Ironside — разные роли (в 6 эпизодах)
- 1971—1972 — Лонгстрит[англ.] / Longstreet — миссис Кингстон (в 18 эпизодах)
- 1973, 1975 — Улицы Сан-Франциско / The Streets of San Francisco — миссис Майерс / миссис Локвуд (в 2 эпизодах)
- 1977 — Под покровом ночи / Dead of Night — миссис Макколи (в новелле «Второй шанс»)